# Lynch.
Lynch. är ett japanskt alternativ metalband inom visual kei. Lynch grundades av Hazuki, Reo och Asanao i Nagoya år 2004. Hazuki hade tidigare varit sångare i bandet Deathgaze. Bandets första album Greedy Dead Souls utkom 2005 på skivmärket Marginal Works. Lynch företräder musikstilen visual kei.